# Contea di Northampton (Pennsylvania)
La contea di Northampton (in inglese Northampton County) è una contea dello Stato della Pennsylvania, negli Stati Uniti. La popolazione al censimento del 2010 era di 297 735 abitanti. Il capoluogo di contea è Easton.

## Geografia
La contea si trova nella parte orientale dello Stato, al confine con il New Jersey. Il territorio è delimitato a nord-ovest dalla Blue Mountain, a est dal fiume Delaware e a sud-ovest dal fiume Lehigh. Il territorio collinare si innalza fino alla Blue Mountain. Altri corsi d’acqua includono i torrenti Martins, Monocacy e Saucon; il Bushkill Creek attraversa il Jacobsburg State Park.
La contea ospita diverse università e college, tra cui il Lafayette College e la Lehigh University.

### Contee confinanti
- Contea di Monroe - nord
- Contea di Warren (New Jersey) - est
- Contea di Bucks - sud
- Contea di Lehigh - sud-ovest
- Contea di Carbon - nord-ovest

## Storia
La contea fu istituita nel 1752 da parte della contea di Bucks e prese il nome dal Northamptonshire, in Inghilterra, dove viveva il suocero di Thomas Penn, il conte di Pomfret.

## Centri abitati[5]

### City
- Bethlehem
- Easton (capoluogo)

### Borough
- Bangor
- Bath
- Chapman
- East Bangor
- Freemansburg
- Glendon
- Hellertown
- Nazareth
- North Catasauqua
- Northampton
- Pen Argyl
- Portland
- Roseto
- Stockertown
- Tatamy
- Walnutport
- West Easton
- Wilson
- Wind Gap

### Township
- Allen
- Bethlehem
- Bushkill
- East Allen
- Forks
- Hanover
- Lehigh
- Lower Mount Bethel
- Lower Nazareth
- Lower Saucon
- Moore
- Palmer
- Plainfield
- Upper Mount Bethel
- Upper Nazareth
- Washington
- Williams